# گوزلک (آماسیه)
گوزلک (به ترکی استانبولی: Gözlek) یک منطقهٔ مسکونی در ترکیه است که در آماسیه واقع شده‌است.